# ذخیره‌گاه زیست‌کره لاپلند
ذخیره‌گاه زیست‌کره لاپلند (به لاتین: Lapland Biosphere Reserve) یک منطقهٔ مسکونی در روسیه است که در استان مورمانسک واقع شده‌است.